# Огњен Карановић

Огњен Карановић (Сарајево, 27. фебруар 1981) српски је историчар и политички аналитичар.

## Биографија
Ради у Матици српској као стручни сарадник и архивиста у Рукописном одељењу.
Објавио је велики број публикација, есеја и стручних радова на тему српске историје, као и са сарадницима приредио неколико изложби културних добара свих категорија заштите у организацији више установа културе у Србији, Републици Српској, Мађарској, Румунији и Хрватској.
Члан је и предавач на трибинама у организацији НВО Центар за друштвену стабилност.